# Курцвейл, Рэймонд
Рэймонд Курцвейл (англ. Raymond Kurzweil; род. 12 февраля 1948, Нью-Йорк, США) — американский изобретатель и футуролог.
Создатель многочисленных систем для распознавания речи.
Известен научными технологическими прогнозами, учитывающими появление искусственного интеллекта и средств радикального продления жизни людей. Согласно Курцвейлу, в будущем человечество достигнет почти неограниченного материального изобилия, а люди могут стать бессмертными.
Он также дал обоснование технологической сингулярности — феноменально быстрого научно-технического прогресса, основанного на мощном искусственном интеллекте (превосходящем человеческий) и киборгизации людей.

## Биография
Вырос в Куинсе, в еврейской семье, бежавшей в США из Австрии накануне Второй мировой войны. В юности был любителем научной фантастики. Уже в 15 лет написал компьютерную программу для обработки статистических данных. В 1970 году получил степень бакалавра по информатике и литературе в Массачусетском технологическом институте. В 1974 году основал собственную компанию, создававшую системы для распознавания речи. Продукты этой и других компаний Курцвейла были очень успешными, и он заработал состояние на их продаже.
После встречи со Стиви Уандером в 1982 году Курцвейл занялся разработкой музыкальных синтезаторов, способных точнее передавать звучание настоящих инструментов. В этот же год была основана компания Kurzweil Music Systems, а в 1984 был представлен синтезатор Kurzweil K250. На тестах музыканты были неспособны отличить Kurzweil K250 в режиме пианино от настоящего пианино. В 1990 году компания была продана корейскому производителю музыкальных инструментов Young Chang.
В 1990 году Курцвейл опубликовал свою первую книгу по футурологии «Эпоха мыслящих машин». В 1999 году за ней последовала книга «Эпоха духовных машин». Книга «Сингулярность уже близка» (Singularity is Near) была опубликована в 2005 году. Также был выпущен документальный фильм Курцвейла «Сингулярность уже близка: истинная история о будущем», посвящённый неизбежному наступлению технологической сингулярности.
В 2009 году была выпущена книга Курцвейла и доктора медицины Терри Гроссмана Transcend: nine steps to living well forever. Книга признана мировым бестселлером. Публика горячо приняла её. Издания с мировым именем, такие как Forbes, CNBC и другие, положительно отзывались о книге.
В 2009 году появились сообщения о создании Университета Сингулярности, возглавленного Курцвейлом. Сооснователями университета выступают НАСА и Google. Учебное заведение будет готовить специалистов для решения глобальных проблем, с которыми уже сталкивается или может столкнуться человечество.
Последняя его книга «Как создать разум» (How to Create a Mind: The Secret of Human Thought Revealed) вышла в ноябре 2012 года. В ней он описывает теорию разума, основанную на распознавании образов. По его мнению, неокортекс состоит из иерархических систем распознавания образов, и копирование этой системы может привести к искусственному сверхинтеллекту.
С декабря 2012 года Курцвейл занимает должность технического директора в области машинного обучения и обработки естественного языка в компании Google.

### Личная жизнь
Курцвейл женился на Соне Фенстер в 1975 году, у них двое детей. Его жена имеет докторскую степень по психологии и работает в Гарвардской медицинской школе. Его сын Итан работает венчурным инвестором.

## Взгляды

### Закон ускоряющейся отдачи
В книге 1999 года «Эпоха духовных машин» Курцвейл предложил «Закон ускоряющейся отдачи», согласно которому некоторые эволюционные системы, включая развитие технологий, развиваются экспоненциально. В эссе 2001 года «Закон ускоряющейся отдачи» он дальше развил эту идею, предположив, что закон Мура можно расширить на многие другие технологии, что, по его мнению, говорит в пользу технологической сингулярности Винджа. По мнению Курцвейла, экспоненциальное мышление не является интуитивным, поскольку биологически наш разум в процессе эволюции приспособился делать линейные экстраполяции.

### Увеличение продолжительности жизни
Курцвейл признаёт, что мало заботился о своем здоровье, пока ему не исполнилось 35 лет, когда он узнал, что страдает от нарушения толерантности к глюкозе — ранней формы диабета 2-го типа. Тогда он познакомился с Терри Гроссманом, доктором, вместе с которым они выработали режим, включающий сотни таблеток, внутривенное вливание, красное вино и другие методы, целью которых является продление жизни. Курцвейл каждый день принимал 250 добавок, от восьми до десяти чашек щелочной минеральной воды, десять чашек зелёного чая, чтобы перепрограммировать свою биохимию. Позднее он сократил количество таблеток с добавками до 150, но не отказался от приема глицина, так как считает его воздействие наиболее результативным.
Он написал три книги на тему питания и образа жизни: The 10 % Solution for a Healthy Life, Fantastic Voyage: Live Long Enough to Live Forever и Transcend: nine steps to living well forever, две из них в соавторстве с Терри Гроссманом.
Курцвейл стал участником компании Alcor Life Extension Foundation, специализирующейся на крионике, чтобы в случае его смерти его тело было сохранено в надежде на последующие прорывы в медицине, позволяющие восстановить и оживить его. Он также высказывался в поддержку SENS Research Foundation, организации, целью которой является победить старение.

## Основные предсказания
- В 2010-е годы специальные устройства будут проецировать изображения прямо в человеческие глаза, создавая эффект виртуальной реальности (очки с эффектом 3D). Мобильные телефоны, встроенные в одежду, станут посылать звук прямо в ухо (Bluetooth). «Виртуальные ассистенты» будут помогать людям во многих повседневных делах. В частности, они смогут производить мгновенный перевод иностранной речи. Маленькие компьютеры, связанные с интернетом, будут всё теснее интегрироваться в повседневную жизнь. Частично сбылось.
- По мнению Курцвейла, уже в 2014 году мощность суперкомпьютера сравняется с мощностью человеческого мозга. Компьютеры перестанут существовать как отдельные объекты — они примут нетрадиционную форму и будут встроены в одежду и повседневные предметы. Виртуальная реальность будет вовлекать не только зрение и слух, а все органы чувств. Не сбылось.
- К 2020 году персональные компьютеры достигнут вычислительной мощности человеческого мозга. В 2020-х годах в медицинских целях начнут использовать наномашины. В частности, нанороботы смогут доставлять питание к клеткам человека и удалять их отходы. Они также произведут детальное сканирование мозга человека, позволяющее понять детали его работы. К концу десятилетия в промышленности станут широко использоваться нанотехнологии, что приведёт к значительному удешевлению производства всех продуктов. К 2029 году компьютер сможет пройти тест Тьюринга, доказывая наличие у него разума в человеческом понимании слова. Это будет достигнуто путём компьютерной симуляции мозга человека.
- В 2030-е годы наномашины будут помещаться прямо в мозг и осуществлять произвольный ввод и вывод сигналов из клеток мозга. Это приведёт к виртуальной реальности «полного погружения», которая не потребует какого-либо дополнительного оборудования.
- В 2040-е годы человеческое тело сможет принимать любую форму, образуемую большим числом нанороботов. Внутренние органы будут заменены кибернетическими устройствами гораздо лучшего качества.
- Курцвейл предсказывает наступление технологической сингулярности в 2045 году. В это время вся Земля начнёт превращаться в один гигантский компьютер, и постепенно этот процесс может распространиться на всю Вселенную. Природа сингулярности такова, что более конкретные прогнозы на период после 2045 года сделать затруднительно.

### О «постчеловеке»
В видеоанонсе международного конгресса «Глобальное будущее 2045», который состоялся в Нью-Йорке в июне 2013 года, Курцвейл рассказал о том, каким, по его мнению, будет «постчеловек»:
Мы будем становиться всё более небиологическими существами, пока не дойдём до состояния, когда небиологическая часть станет превалировать, а биологическая потеряет своё значение. При этом небиологическая часть, механическая часть, будет настолько мощной, что она сможет полностью моделировать и понимать биологическую часть. Так что если биологическая часть вдруг исчезнет, это не будет иметь значения, поскольку небиологическая часть уже полностью её поняла…
У нас будут небиологические тела. Мы сможем создавать тела с помощью нанотехнологий, мы сможем создавать виртуальные тела и виртуальную реальность, которая будет полностью реалистичной благодаря тому, что виртуальные тела будут настолько же детальны и убедительны, как настоящие. Мы сможем выбирать, как нам создавать новые тела…

## Критика
Предсказания Курцвейла несколько раз подвергались критике. В числе критиковавших в том числе были: журналист PandoDaily Натан Пенски, философ и психолог Колин Макгинн, физик и информатик Дуглас Хофштадтер, футуролог и инженер Жак Фреско.
Нассим Талеб в книге «Антихрупкость» пишет: «Мне глубоко омерзительны — и древние со мной согласились бы — старания теоретиков „сингулярности“ (вроде Рэя Курцвейла), верящих в потенциальную возможность жить вечно. Кстати скажу, что если бы мне понадобилось было найти анти-меня, человека с диаметрально противоположными идеями и стилем жизни, это был бы как раз Рэй Курцвейл. Он не просто страдает неоманией. Я предлагаю избавляться от вредных элементов в рационе (и в жизни), а Курцвейл действует наоборот — добавляя эти элементы и глотая по двести таблеток в день.»